# Juseliuska huset
Juseliuska huset är en byggnad vid Gamla Stortorget i den finländska staden Åbo. Juseliuska huset är den yngsta av byggnaderna vid Gamla Stortorget och representerar nyrenässans. Huset blev byggt av Carl Fredrik Juselius och stod färdigt år 1892. Ursprungligen var Juseliuska huset privatbostad för familjen Juselius men senare har det fungerat bland annat som stadsdirektörens tjänstebostad och restaurang. Byggnaden har även använts av polisinrättningen och socialbyrån. På 2000-talet har byggnaden varit under restaurering.